# Jimmy Ray
Jimmy H. Ray, est un pilote de rallye anglais.

## Palmarès

### Titres
- 1er Champion BTRDA des rallyes, en 1954 (copilote John Dixon).

### Victoire
- Vainqueur du Rallye de Grande-Bretagne en 1955, sur Standrad Ten (copilote Brian Harrocks);

Autres résultats notables:
- 7e du RAC Rally en 1954, sur Morgan (copilote K.D.Ray);
- 7e du RAC Rally en 1961, sur Austin (copilote J.G.Hopwood);
- 9e du rallye de l'Acropole en 1961, sur Sunbeam Rapier (copilote Ian Hall);
- 10e du rallye Monte-Carlo en 1956, sur Sunbeam (copilote J. Cutts);
- 11e du rallye Monte-Carlo en 1960, sur DKW;
- 11e du RAC Rally en 1961 sur Austin Seven (copilote John Hopwood).